# Гензель и Гретель (фильм, 2006)
«Гензель и Гретель» (нем. Hänsel und Gretel) — немецкий фильм-сказка, снятый режиссёром Анне Вильд по сказке братьев Гримм «Гензель и Гретель».

## Сюжет
Основан на известной сказке. Гензель и Гретель жили со своим отцом, дровосеком и мачехой. Мачеха не любила детей. У отца не ладилось с торговлей, и семья голодала. Мачеха решает избавиться от детей. Мачеха с мужем отправляются в лес вместе с детьми и обманом оставляют их там одних. Гензель и Гретель не находят дороги домой и забредают в чащу леса, где был пряничный домик, в котором жила женщина. Утром брат и сестра становятся пленниками ведьмы.

## В ролях
- Сибилла Каноника — ведьма
- Иоганн Шторм — Гензель
- Настасья Хан — Гретель
- Хеннинг Пекер — отец Гензеля и Гретель
- Клаудиа Гайслер-Бадинг — мачеха Гензеля и Гретель
- Кристиан Хабихт — лесничий
- Кристиан Штейер — рассказчик

## Съёмочная группа
- Режиссёр: Анне Вильд
- Продюсеры: Эрнст Гейер, Юрген Хаазе, Ингелора Кёниг
- Сценарист: Петер Швиндт
- Оператор: Войцех Шепель
- Композитор: Мари Бойне

## Дополнительно
Съёмки фильма проходили в окрестностях Тюрингенского леса (в том числе в Эльгерсбурге, Фридрихроде, Георгентеле, Манебахе, Мюльберге, Шнепфентале, Тамбах-Дитарце).